# Berry Berenson
Berinthia "Berry" Berenson, född 14 april 1948 i New York, död 11 september 2001 i New York, var en amerikansk skådespelerska, fotomodell och fotograf. Hon var mellan åren 1973 och 1992 gift med skådespelaren Anthony Perkins, och var fram till sin död år 2001 änka efter honom, då han gick bort i sjukdomen aids under 1992.
Berry Berenson omkom, tillsammans med ett flertal andra flygpassagerare och personal, ombord på flygplanet American Airlines Flight 11, som kraschade rakt in i World Trade Center i New York, den 11 september 2001. Hon var på väg hem till Los Angeles, efter att ha varit på semester på halvön Cape Cod, i den nordöstra delen av delstaten Massachusetts. Hennes namn står skrivet som ett minnesmärke på National September 11 Memorial & Museum i New York.
Berry Berenson var barnbarn till den italienskfödda modedesignern Elsa Schiaparelli, samt yngre syster till fotomodellen och skådespelerskan Marisa Berenson. Hon fick två barn tillsammans med maken Anthony Perkins, sönerna Oz och Elvis Perkins.